# Najjār Maḩalleh
Najjār Maḩalleh (persiska: نَجّار مَحَلِّه) är en ort i Iran.   Den ligger i provinsen Mazandaran, i den norra delen av landet, 120 km nordost om huvudstaden Teheran. Najjār Maḩalleh ligger 60 meter över havet och antalet invånare är 841.
Terrängen runt Najjār Maḩalleh är platt åt nordost, men åt sydväst är den kuperad. Runt Najjār Maḩalleh är det ganska tätbefolkat, med 149 invånare per kvadratkilometer. Närmaste större samhälle är Āmol, 9,1 km väster om Najjār Maḩalleh. I omgivningarna runt Najjār Maḩalleh växer i huvudsak blandskog.